# TMEM212
TMEM212 (англ. Transmembrane protein 212) – білок, який кодується однойменним геном, розташованим у людей на 3-й хромосомі. Довжина поліпептидного ланцюга білка становить 194 амінокислот, а молекулярна маса — 21 425.
| 10         |  | 20         |  | 30         |  | 40         |  | 50         |
| ---------- |  | ---------- |  | ---------- |  | ---------- |  | ---------- |
| MKGLYQAAGR |  | ILVTLGILSV |  | CSGVIAFFPV |  | FSYKPWFTGW |  | SVRIACPIWN |
| GALAITTGVL |  | LLLAYREWTQ |  | RYLGEATFTF |  | VILSIMGCPL |  | HFAIALESAL |
| LGPYCFYSFS |  | GIAGTNYLGY |  | AVTFPYPYAK |  | FPLACVDPPH |  | YEEYHLTLQA |
| LDLCLSFTLL |  | CTSLTVFIKL |  | SARLIQNGHI |  | NMQLPAGNPN |  | PFSP       |

A: Аланін

C: Цистеїн

D: Аспарагінова кислота

E: Глутамінова кислота

F: Фенілаланін

G: Гліцин

H: Гістидин

I: Ізолейцин

K: Лізин

L: Лейцин

M: Метіонін

N: Аспарагін

P: Пролін

Q: Глутамін

R: Аргінін

S: Серин

T: Треонін

V: Валін

W: Триптофан

Локалізований у мембрані.